# Alveringem
Alveringem è un comune belga di 5 047 abitanti, situato nella provincia fiamminga delle Fiandre Occidentali. È il comune più occidentale del Belgio.
Il comune comprende attualmente nove cittadine rurali dette deelgemeentes.